# Liste der Baudenkmäler in Püttlingen
In der Liste der Baudenkmäler in Püttlingen sind alle Baudenkmäler der saarländischen Stadt Püttlingen nach ihren Ortsteilen aufgelistet. Grundlage ist die Veröffentlichung der Landesdenkmalliste im Amtsblatt des Saarlandes vom 22. Dezember 2004 und die Teildenkmalliste des Regionalverbands Saarbrücken der Denkmalliste des Saarlandes in der Fassung vom 9. August 2017.

## Köllerbach
| Lage                                                                                              | Bezeichnung                                                        | Beschreibung | Bild |
| ------------------------------------------------------------------------------------------------- | ------------------------------------------------------------------ | --- | --- |
| Grubenstraße Lage                                                                                 | Ensemble Schachtanlage Viktoria III                                | Schacht Viktoria III war von 1903 bis Oktober 1964 in Betrieb. Von der Schachtanlage sind neben dem Viktoriastollen noch das Zechenhaus und das Fördermaschinenhaus erhalten. | Schacht Viktoria III war von 1903 bis Oktober 1964 in Betrieb. Von der Schachtanlage sind neben dem Viktoriastollen noch das Zechenhaus und das Fördermaschinenhaus erhalten. |
| Grubenstraße Lage                                                                                 | Ensemble Schachtanlage Viktoria III                                | Grubenstraße, Stollenmundloch des Viktoriastollens, 1902 (Einzeldenkmal) | |
| Grubenstraße Lage                                                                                 | Ensemble Schachtanlage Viktoria III                                | Grubenstraße 35, Zechenhaus, 1910 (Einzeldenkmal) | |
| Grubenstraße Lage                                                                                 | Ensemble Schachtanlage Viktoria III                                | Grubenstraße 37, Fördermaschinenhaus, 1904 (Ensemblebestandteil) | |
| Beim großen Birnbaum (Gewann), Flur 5, Flurstücke 11/4, 11/18,11/19, 11/21, 12/3, 53, 54, 55 Lage | Ensemble Geschützbatterie Etzenhofen                               | Die Geschützbatterie gehörte zur Westwallbefestigung. Zur Bunkeranlage gehören: WH 6763 a Gruppenunterstand, WH 6763 b Gruppenunterstand, WH 6763 c Gruppenunterstand, WH 6763 d Gruppenunterstand, WH 6763 e Batterieführungsbunker, WH 6763 I Geschützstand, WH 6763 II Geschützstand, WH 6763 III Geschützstand, WH 6763 IV Geschützstand | |
| Brückenweg Lage                                                                                   | Straßenbrücke                                                      | 1910 erbaute Stahlbogenbrücke. | |
| Engelfanger Straße 3 Lage                                                                         | Uhrmacher Ottos Haus                                               | Das südwestdeutsche Quereinhaus wurde 1814/15 von dem Uhrmacher Johann Peter Frantz auf den Fundamenten der ehemaligen Schäferei der Burg Bucherbach erbaut. Als Otto Wilhelm Franz, der letzte Uhrmacher der Familie Fran(t)z, 1985 starb, schenkte die Familie das Haus der Stadt Püttlingen 1985. Heute ist es Sitz des Saarländischen Uhrenmuseums. | |
| Ecke Mühlenstraße/Hauptstraße Lage                                                                | Wendalinuskapelle                                                  | Aus Dankbarkeit über die abgewendete Rinderpest ließen die Etzenhofener Bauern Matthias Prinz und Johann Maaß in den Jahren 1867 bis 1873 eine kleine Kapelle bauen. 1947 erwarb die katholische Kirchengemeinde Herz-Jesu Köllerbach die Kapelle. Über dem Portal wurde bei einer Renovierung im Jahre 1952 eine Wendalinusfigur angebracht. In den Jahren 1976 bis 1978 musste die Kapelle aufgrund der Baufälligkeit grundlegend saniert werden. | |
| Hauptstraße 20 Lage                                                                               | Wohnhaus                                                           | Erbaut um 1900 | |
| Hauptstraße 172 Lage                                                                              | Bauernhaus, 1797                                                   | Erbaut 1797 | |
| Köllertalstraße Lage                                                                              | Burgruine Bucherbach                                               | Die Burg wurde auf annähernd quadratischem Grundriss errichtet und hat eine innere Seitenlänge von rund 40 Metern. Sie besaß vier runden Ecktürme mit etwa zehn Meter Durchmesser. Die erste urkundliche Erwähnung von Burg Bucherbach findet sich in einem Erbvertrag der Grafen von Saarbrücken-Commercy aus dem Jahr 1326. Unter Philipp II. kam es um die Mitte des 16. Jahrhunderts zu einer umfassenden Erneuerung der Burg, 1627 wurde die Festung im Dreißigjährigen Krieg durch kaiserliche Truppen verwüstet. Schon 1645 folgte zwar ein Wiederaufbau, doch die Anlage wurde erneut niedergebrannt. 1740 wurde die Burg als verfallen bezeichnet: ,Mauern und Türme waren erhalten, doch das Dach fehlte.‘ 1930 wurde die Ruine erstmals renoviert, 1983/84 erfolgte eine grundlegende Sanierung. | |
| Kyllbergstraße 122 Lage                                                                           | Bauernhaus                                                         | Erbaut 1919/20 | |
| Martinstraße Lage                                                                                 | Ev. Pfarrkirche St. Martin mit Ausstattung                         | Die Kirche zählt zu den ältesten Sakralbauten im Saarland und ist eine der wenigen erhaltenen spätgotischen Dorfkirchen der Region. Sie wurde 1223 erstmals urkundlich erwähnt. Das Gebäude wurde als Pseudobasilika erbaut und ist in vier Joche untergliedert. Der Turm mit Spitzhelm wurde über einem quadratischen Grundriss errichtet und stammt aus dem 14. Jahrhundert. Bei Restaurierungsarbeiten wurden 1956 im Chorraum spätmittelalterliche Decken- und Wandmalereien entdeckt und wiederhergestellt. | |
| Mühlenstraße 19 Lage                                                                              | Köllner Mühle                                                      | Die Köllner Mühle wurde 1780 errichtet. Die Scheune stammt von 1796. | |
| Saarlouiser Straße 25 Lage                                                                        | Wohnhaus                                                           | Erbaut 1949 | |
| Saarlouiser Straße 45 Lage                                                                        | Bauernhaus                                                         | Erbaut 1841 | |
| Schulstraße 21 Lage                                                                               | Alte Engelfanger Schule                                            | Die ehemals katholische Schule wurde 1924/25 erbaut. Der dreigeschossige querrechteckige Bau mit rustiziertem Sockelgeschoss diente bis 1987 als Schule. Das leerstehende Gebäude war dann lange im Besitz der Stadt Püttlingen, die es Vereinen zur Verfügung stellte. Mitte 2015 wurde das Gebäude an einen privaten Investor veräußert, der die ehemalige Schule nun saniert und die Räume zu Wohnungen umbaut. | |
| Sprenger Straße 26 Lage                                                                           | Kath. Pfarrhaus der Simultankirche St. Martin                      | Das Pfarrhaus der Kirche St. Martin wurde 1753 im Barockstil erbaut. Der zweigeschossige Bau ist auf der fünfachsigen Frontseite mit einem Geschosssims und Ecklisenen geschmückt. | |
| Sprenger Straße 28, Flur 1, Flurstück 36/5 Lage                                                   | Ev. Pfarrhaus                                                      | Das evangelische Pfarrhaus wurde 1908/09 von Rudolf Wenning erbaut. | |
| Sprenger Straße 30 Lage                                                                           | Ev. Pfarrhaus                                                      | Das evangelische Pfarrhaus wurde 1742 erbaut. | |
| Sprenger Straße 34 Lage                                                                           | Kath. Kirche Herz Jesu, 1896–99 von Wilhelm Hector (Einzeldenkmal) | Lange nutzten die evangelische und die katholische Gemeinde St. Martin gemeinsam. Als gegen Ende des 19. Jahrhunderts die Platzverhältnisse eng wurden, erhielten die Katholiken eine eigene Kirche. 1896 bis 1899 wurde nach Plänen von Wilhelm Hector die Herz-Jesu-Kirche im neugotischen Stil errichtet. Nach Zerstörungen im Zweiten Weltkrieg wurde das Gotteshaus 1948 nach Plänen des Architekten J. Trenz aus Völklingen wieder aufgebaut. | |

## Püttlingen
| Lage                     | Bezeichnung | Beschreibung | Bild |
| ------------------------ | --- | --- | --- |
| Viktoriastraße Lage      | Ensemble Schachtanlage Viktoria I/II                                                                                    | Die Grube war ursprünglich eine Nebenanlage der Grube Luisenthal. 1866 wurde Schacht I abgeteuft, 1881 Schacht II. Bis heute sind die Schachtanlagen nahezu unverändert erhalten. Zur Zeit der französischen Grubenverwaltung an der Saar in den Jahren 1920 bis 1935 wurde sie eine eigenständige Grube. Das Zechenhaus mit Waschkaue ist ein Backsteinbau von 1910. Das Fördermaschinenhaus aus Sandsteinquadern existiert ebenfalls noch, genauso wie das Fördergerüst des Schachtes II mit Schachthalle. | Die Grube war ursprünglich eine Nebenanlage der Grube Luisenthal. 1866 wurde Schacht I abgeteuft, 1881 Schacht II. Bis heute sind die Schachtanlagen nahezu unverändert erhalten. Zur Zeit der französischen Grubenverwaltung an der Saar in den Jahren 1920 bis 1935 wurde sie eine eigenständige Grube. Das Zechenhaus mit Waschkaue ist ein Backsteinbau von 1910. Das Fördermaschinenhaus aus Sandsteinquadern existiert ebenfalls noch, genauso wie das Fördergerüst des Schachtes II mit Schachthalle. |
| Viktoriastraße Lage      | Ensemble Schachtanlage Viktoria I/II                                                                                    | Einfahrtstor, 1930–40 (Ensemblebestandteil) | |
| Viktoriastraße Lage      | Ensemble Schachtanlage Viktoria I/II                                                                                    | Terrassierungsmauer, 19. Jh. (Ensemblebestandteil) | |
| Viktoriastraße Lage      | Ensemble Schachtanlage Viktoria I/II                                                                                    | Schalthaus, 1930–40 (Einzeldenkmal) | |
| Viktoriastraße Lage      | Ensemble Schachtanlage Viktoria I/II                                                                                    | Fördermaschinenhaus des Schachtes II mit Umformergebäude nebst technischer Ausstattung, 1900–45 (Einzeldenkmal) | |
| Viktoriastraße Lage      | Ensemble Schachtanlage Viktoria I/II                                                                                    | Fördergerüst des Schachtes II mit Schachthalle, 1943–45 (Einzeldenkmal) | |
| Am Burgplatz Lage        | Hexenturm, 1341–54 (Einzeldenkmal)                                                                                      | Lange galt der Hexenturm als Relikt der mittelalterlichen Wasserburg in Püttlingen. Ausgrabungen im Herbst 2002 ergaben allerdings, dass der Hexenturm kein Burgturm war, sondern außerhalb der Burgmauern stand und als Gefängnisturm errichtet worden war. Im unterirdischen Teil enthielt der Turm eine Brunnenstube und ein kleines Verlies. Hier kerkerte der Püttlinger Amtmann Thomas Königsdorfer um 1580/1600 14 Frauen aus Püttlingen und Obersalbach ein. Er beschuldigte sie der Hexerei und ließ sie nach einem Prozess verbrennen.                                                                               | |
| Am Marienberg Lage       | Marienkapelle | Die kleine Wallfahrtskapelle wurde 1927 von Alois Brunder erbaut. Auf der Portalseite erhebt sich ein Staffelgiebel. Moderne kleinteilige Glasfenster belichten das Innere der Kirche. | |
| Am Marktplatz 16 Lage    | Gefängnis | Das ehemalige Gefängnis wurde 1776 erbaut und im 19. Jahrhundert erweitert. | |
| Am Mathildenschacht Lage | Denkmal für verunglückte Bergleute                                                                                      | Das steinerne Denkmal erinnert an die 22 toten Bergleute, die am 16. März 1907 durch ein gerissenes Förderseil in den Schacht stürzten. | |
| Bahnhofstraße Lage       | Ehem. Bahnhof, Bahnhofsempfangsgebäude, Stückguthalle, Bahnsteige, Unterführung und Bahnsteigdach, 1910 (Einzeldenkmal) | Der ehemalige Bahnhof in Püttlingen ist dem in Heusweiler sehr ähnlich, hier aber noch komplett mit der Stückguthalle in Fachwerkbauweise erhalten. Der Bahnhof entstand 1910 an der Bahnstrecke Lebach–Völklingen nach einem preußischen Musterbuch für Bahnhöfe. Auffällig ist das steile, asymmetrische Zwerchhaus. Im Erdgeschoss befanden sich Eingangshalle, Wartesäle und das Stellwerk, im Obergeschoss war die Dienstwohnung des Bahnhofsvorstehers untergebracht. 1985 wurde der Bahnhof stillgelegt. Anfang der 1990er-Jahre wurde das Gebäude renoviert und wird seither als Gaststätte und Kulturzentrum genutzt. | |
| Derler Straße Lage       | Kath. Kirche St. Sebastian                                                                                              | Die neuromanische Kirche wurde 1908 bis 1911 von Wilhelm Hector erbaut. Die dreischiffige Pfeilerbasilika ist in drei Joche unterteilt. Das Querschiff überragt das Langhaus kaum. Zur Innenausstattung gehört eine Madonna mit Kind aus Birnholz aus dem 14. Jahrhundert und ein Gemälde des hl. Sebastian aus dem 18. Jahrhundert. | |
| Eisenbahnstraße Lage     | Stollenmundloch des Veltheim-Stollens                                                                                   | Der 3,75 km lange Veltheim-Stollen verband die Grube Victoria mit der Grube Luisenthal und wurde vor allem für den Kohlentransport genutzt. Er wurde 1837 angehauen. Das gemauerte Stollenmundloch stammt aus der 2. Hälfte des 19. Jahrhunderts. Im Zweiten Weltkrieg wurde der Veltheimstollen auch als Schutzstollen genutzt. | |
| Landstraße 136 Lage      | Kreuzkapelle | Die kleine Kapelle mit Dachreiter steht bei der Wüstung „Wolfringen“ und wurde wohl 1584 erbaut. Im Dreißigjährigen Krieg wurde sie zerstört und erst nach mehr als 50 Jahren wieder aufgebaut. Während der Französischen Revolution wurde das Gebäude erneut schwer beschädigt und 1802 durch eine Stiftung wieder in Stand gesetzt. Ihre heutige Form hat die Kirche seit 1836/37. Die aufwendig gestalteten Fenster stammen von György Lehoczky. | |
| Marienstraße Lage        | Kath. Kirche Liebfrauen                                                                                                 | Die Liebfrauenkirche wurde in den Jahren 1888 bis 1890 nach Plänen des Architekten Reinhold Wirtz aus Trier im Stil der Neugotik erbaut. Es entstand eine dreischiffige, querhauslose Basilika mit eintürmiger Westfassade. 1953/54 wurde die Kirche unter der Leitung von Dominikus und Gottfried Böhm umfassend umgebaut und erweitert. Der Chor wurde abgerissen und an das Langhaus im rechten Winkel ein Rechteckbau mit gerader Ostapsis in neugotischem Baustil angefügt. In der Mitte des Erweiterungsbaues entstand ein baldachinartiger Überbau. Er übergreift das alte Kirchenschiff wie ein Zelt.                  | |
| Rathausplatz 1 Lage      | Rathaus Püttlingen | Das Rathaus entstand 1913/14 als repräsentativer Bau von Ludwig Nobis. 1966 bis 1969 wurde es erweitert. | |
| Rathausplatz 3 Lage      | Püttlinger Schlösschen                                                                                                  | Das „Schlößchen“ genannte Jagdhaus ist ein eingeschossiger Barockbau mit Mansardwalmdach aus dem Jahr 1791. Von 1869 bis 1904 diente es als Rathaus, dann als Dienstwohnung des Bürgermeisters. | |
| Ritterstraße 2 Lage      | Schule für Schwerhörige                                                                                                 | Die Schule für Schwerhörige wurde 1931 erbaut. | |
| St.-Barbara-Straße Lage  | Kath. Kirche St. Bonifatius                                                                                             | Die Bonifatiuskirche wurde in den Jahren 1929/30 nach Plänen der Architekten Ludwig Becker und Anton Falkowski mit Stilelementen des Expressionismus erbaut. Die einschiffige Saalkirche mit Langhaus und Chor wird von einem gestuften Tonnengewölbe überragt. | |
| Viktoriastraße 26 Lage   | Waschkaue der Grube Viktoria I/II                                                                                       | Die Waschkaue entstand um 1900 und wurde 1948 umgebaut. 1952 wurde der Bau stark erweitert und 1988/89 erneut umgebaut. | |
| Völklinger Straße Lage   | Kloster Heilig Kreuz | Das Redemptoristinnen-Kloster wurde von 1956 bis 1960 nach Plänen des ungarischen Glasmalers und Architekten György Lehoczky erbaut, von dem auch die Glasfenster der Kirche stammen. Lehoczky verwendete vor allem Bogenformen. So erhielt die Klosterkirche ein auffällig geschwungenes Dach. | |